# Анинск (Бурятия)
Ани́нск (бур. Анаа) — улус в Хоринском районе Бурятии. Входит в сельское поселение «Хоринское».

## География
Расположен на левом берегу протоки Зэргэлэй реки Она (бур. Анаа), в 6 км к северо-востоку от районного центра, села Хоринск, на межрегиональной автодороге Р436 Улан-Удэ — Романовка — Чита.

## История
В прошлом Онинский Станок (бур. Анаагай Υртөө) — почтовая станция на Старомосковском тракте.

## Население
| 2002 | 2010 |
| ---- | ---- |
| 323  | ↘270 |

## Достопримечательности
Хотык — многослойный разновременный палеолитический комплекс, находящийся в 6 км от села на левом берегу реки Она.